# Pascolizumab
Pascolizumab là một kháng thể đơn dòng được nhân hóa để điều trị hen suyễn. Một thử nghiệm lâm sàng giai đoạn II ở bệnh nhân hen suyễn glucocorticoid có triệu chứng đã được tiến hành vào năm 2001/2002.